# Shinrone
Shinrone (en Irlandais Suí an Róin) est un village du comté d'Offaly en Irlande.

## Géographie
Il se trouve à la jonction de la route régionale R491 entre Nenagh et Roscrea où elle est rejointe par la R492 vers Sharavogue. En 2022, le village comptait 707 habitants.

## Monuments
Le village est connu pour ses bâtiments d'intérêt architectural répertoriés au National Inventory of Architectural Heritage (en), notamment :
- Le château de Cangort - détruit par les forces cromwelliennes au XVIIe siècle et dont une guérite subsiste[4].
- Annaghbrook House (vers 1720) : ancienne maison abandonnée dont certaines caractéristiques architecturales sont en cours de rénovation.
- Tierney's, Main St. (vers 1750, rénové vers 1860) : maison à deux étages avec pub. Toiture à forte pente avec tuiles faîtières en terre cuite.
- Le pont sur un affluent de la rivière Little Brosna, rue Main (vers 1820) à double arc. L'arche orientale a été convertie en passage souterrain pour piétons[5].
- L'église St Mary d'Irlande (1821) : commandée par le Board of First Fruits, cette église a une nef plus large que d'habitude.
- L'église catholique romaine de Shinrone (vers 1860, rénovée vers 1980) : église à plan en T avec fleurons en croix sur les pignons.

## Personnalités
- Le plus ancien parent connu du président américain Barack Obama, Joseph Kearney, dont la famille a ensuite déménagé à Moneygall et qui allait devenir le septième arrière-grand-père du président, était originaire de Shinrone où la famille Kearney a vécu et est décédée pendant quatre générations. Les recherches du Trinity College montrent qu'il s'agit du plus ancien parent connu du président[6].
- Edward Hand, soldat, médecin et homme politique d'origine irlandaise, est né à Clyduff, dans le comté de King (aujourd'hui comté d'Offaly) le 31 décembre 1744 et a été baptisé à Shinrone. Hand a servi dans l'armée continentale pendant la guerre d'indépendance américaine, s'élevant au rang de major-général, et a ensuite été membre de plusieurs organes gouvernementaux de Pennsylvanie[7].
- James Meehan (1774-1826), explorateur, né à Shinrone.